# 佐藤与一

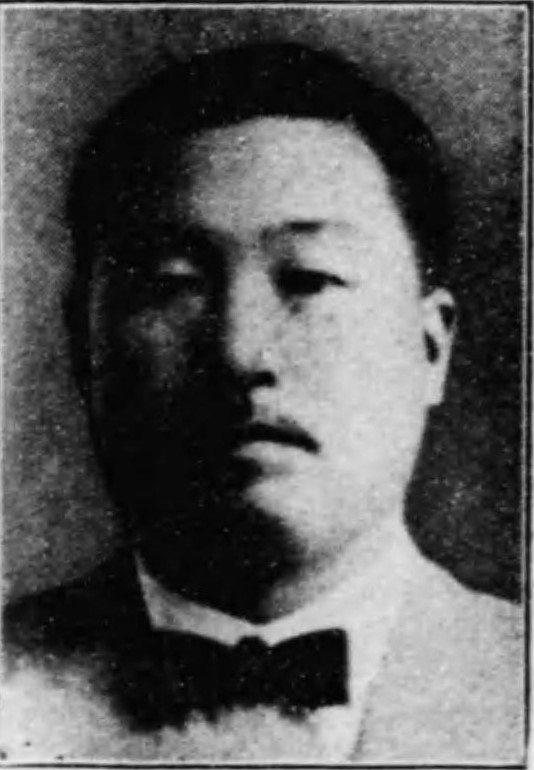
佐藤与一

佐藤 与一（與一、さとう よいち、1882年（明治15年）1月3日 - 1940年（昭和15年）3月25日）は、昭和期の農業経営者、実業家、政治家。衆議院議員。

## 経歴
新潟県中蒲原郡亀田町（現新潟市江南区）で、豪農・佐藤与四郎の長男として生まれる。早稲田大学で学んだ。1927年（昭和2年）家督を相続し農業を営む。
沼垂銀行取締役、亀田実業補習学校講師、亀田町教育会長、同町農会長、同町消防組頭、亀田農業倉庫組合長、亀田信用購買組合長、亀田町青年会長、中蒲原郡青年会長、新潟県青年団長、同体育協会副会長、同農民道場講師などを務めた。
政界では、亀田町会議員、新潟県会議員を務めた。1928年（昭和3年）2月の第16回衆議院議員総選挙に新潟県第1区から立憲民政党公認で出馬して当選し、1937年（昭和12年）4月の第20回総選挙まで再選され、衆議院議員に連続5期在任した。この間、雪害対策調査会委員、神社制度調査会委員などを務めた。1940年3月、衆議院議員在任中に死去した。

## 親族
- 弟 佐藤芳男（衆議院議員、参議院議員）[5]